# Nó em Pingo d'Água
Nó em Pingo d'Água é conjunto musical instrumental brasileiro de choro e samba. Criado em 1979, no Rio de Janeiro, o grupo já acompanhou diversos nomes da música popular brasileira, além de ter feitos trabalhos próprios.

## História
Inicialmente, a banda foi formada por Celsinho Silva (pandeiro), Jorge Filho (cavaquinho), Jorge Simas (violão de sete cordas), Artur Roman (violão de seis cordas), Mário Sève (flauta) e Marcos de Pina (bandolim). O grupo ganhou outros integrantes, sendo a mais conhecida a formação com Celsinho, Mario Séve, Papito (baixo), Rodrigo Lessa (guitarra, bandolim) e Rogério Souza (violão).
Em 1989, a banda ganhou o Prêmio Sharp de melhor grupo instrumental. O grupo já acompanhou artistas como Ivan Lins, Elizeth Cardoso, Paulinho da Viola e Moraes Moreira, além de ter feito turnês nos Estados Unidos, Alemanha e Holanda.
A banda lançou em 1992, o álbum Receita de Samba, trazendo a obra de Jacob do Bandolim. Já em 1996, o grupo  participou do Festival de Choro, no Rio de Janeiro, ganhando o prêmio de melhor composição e arranjo por "Conversa Fiada". Em 1999, foi lançado o álbum Nó na Garganta, o primeiro com composições autorais.
Em 2003, o grupo lançou o álbum Nó em Pingo d'Água Interpreta Paulinho da Viola, que também trouxe a participação do cantor e compositor carioca.
Para homenagear os 100 anos da primeira gravação de um samba, o Nó em Pingo d'Água trouxe, em 2016, o álbum Sambantologia, com músicas como Pelo Telefone, Se Você Jurar e Samba da Minha Terra.
Em 2022, o Nó em Pingo d'Água fez shows comemorativos dos 40 anos da banda. Neste mesmo ano, Tiago Souza assumiu o bandolim no lugar de Rodrigo Lessa.

## Discografia
- 1987 - Salvador (Visom)
- 1992 - Receita de Samba (Visom)
- 1998 - Nó na Garganta (Independente)
- 2002 - Domingo na Geral (com Cristóvão Bastos) (Lumiar Discos)
- 2003 - Nó em Pingo d'Água Interpreta Paulinho da Viola (Independente)
- 2016 - Sambantologia (Biscoito Fino)